# Polygonum uniflorum
Polygonum uniflorum är en slideväxtart som beskrevs av Y.X. Ma & Y.T. Zhao. Polygonum uniflorum ingår i släktet trampörter, och familjen slideväxter. Inga underarter finns listade i Catalogue of Life.